# همت‌لی (صائم بی‌لی)
همت‌لی (به ترکی استانبولی: Himmetli) یک منطقهٔ مسکونی در ترکیه است که در صائم‌بیلی واقع شده‌است.